# Догодине у Јерусалиму
Догодине у Јерусалиму или Сљедеће године у Јерусалиму (хебр. לשנה הבאה בירושלים) фраза је која се често пјева на крају Седер Пасхе или на крају Неила службе током Јом кипура. Употребу пјесме током Пасхе је по први пут забиљежио Исак Тирнау у 15. вијеку у својој књизи у којој је прикупио минхаге разних ашкенаских скупина.
Догодине у Јерусалиму покреће заједничку тему у јеврејској култури о жељи за повратком у обновљени Јерусалим, а коментатори сугеришу да фраза служи као подсјетник искуства живота у прогнанству.

## Позадина
Јевреји који живе у дијаспори се моле са фразом „Догодине у Јерусалиму” сваке године на крају Пасхе и Јом кипура. Након уништења Јеврејског храма, нада да ће видјети обновљени храм постала је средишна компонента јеврејске вјерске свијести и најчешћи начин религиозних Јевреја да изразе наду за будуће спасење. Инверзија фразе (בירושלים לשנה הבאה) види се у поему A'amir Mistatter Јосифа ибн Абитура из 10. вијека, која је пронађена у Каирској генизи, а појављује се у многим ашкенаским Махзорима као молитва за Шабат прије Пасхе. Поема Yedidekha me-Emesh Исака ибн Гијата садржи фразу у свом уобичајеном облику (לשנה הבאה בירושלים). Исак Тирнау је био први који је записао рецитацију фразе током Пасхе. Фраза није пронађена у дјелима као што су Танак, Талмуд или било која хагада из Ришоним раздобља, као што су Раши или Рабејну Там.
Талмуд је пун изјава о афирмацији врховног вјерског статуса Свете земље, обавеза Јевреја који тамо живе и увјерења у крајњи заједнички повратак јеврејског народа.
Јеврејска вјеровања исказују то да иако је Јерусалимски храм уништен два пута, он ће бити поново изграђен трећи пут, што ће бити увод у Месијску еру и окупљање прогнаника. Неки јеврејски ритуали изражавају жељу да буду свједоци тих догађаја, формулисано у фрази Догодине у Јерусалиму. Нпр. Седер Пасха се закључује са Догодине у Јерусалиму, а пета и посљедња молитва Јом кипура, Неила, завршава се са дувањем шофре и рецитацијом Догодине у Јерусалиму. У Израелу, Јевреји често додају још једну ријеч фрази, Догодине у обновљеном Јерусалиму.

## Симболизам
Рос је указа да рецитовање Догодине у Јерусалиму служи као подсјетник личног искуства прогнанства да „да морамо да се помиримо да бисмо заиста били у Јерусалиму, граду чије име наговјештава мир (шалом) и потпуност (шалејм)”. Берг указује да рецитација Догодине у Јерусалиму „уједињује Јевреје као народ”, јер подсјећа на заједничко искуство живљења у изгнанству, док си неки научници примјетили да је сврха рецитовања Догодине у Јерусалиму на крају Неила молитве током Јом кипура је да изрази „наша дубока осјећања која жуде за поновним уједињењем са Шхином у Јерушалајиму”. Досик такође указује да је Догодине у Јерусалиму и молитва „за крај изгнанства и повратак у земљу Израиља” као и „молитва за крајње искупљење, за мир и савршенство за цио свијет”.